# Igor Đaletić
Igor Đaletić je crnogorski profesionalni košarkaški trener i bivši igrač.

## Trenerska karijera
Đaletić je počeo trenersku karijeru sezone 2010-11 kao glavni trener ženske ekipe ŽKK Budućnost Podgorica.

Nakon toga, sezone 2011, Đaletić je imenovan za pomoćnog trenera muške ekipe Budućnost Voli, gdje je ostao do sezone 2017-2018.
U sezonama 2015-16 i 2016-17 je imenovan za glavnog trenera košarkaškog kluba Budućnost Voli  i osvojio dvije titule u Prvenstvu Crne Gore.

Nakon odlaska iz Budućnosti u julu 2018. godine, Đaletić je potpisao kao asistent za KK Zjelona Gora (Poljska) za sezonu 2018-19.

U sezoni 2019-20 Đaletić je potpisao za Alvark Tokyo(Јаpan) kao asistent . Iste sezone su osvojili FIBA Asia Champions Cup. U sezoni 2022–23, Igor je bio pomoćni trener u Yokohama B-Corsairs. U njegovoj prvoj sezoni, tim je stigao do polufinala Carskog kupa, kao i polufinala B.League. U sezoni 2024–25, Igor postaje pomoćni trener u Sendai 89ers, a od marta 2025. godine postaje prvi trener ekipe.

### Nacionalni tim
Godine 2013. Đaletić je imenovan za asistenta ženske košarkaške reprezentacije Crne Gore  za kvalifikacije za evropsko prvenstvo 2015, gdje su zauzeli 2. mjesto u grupi. Nakon uspješnih kvalifikacija, zauzeli su 7. mjesto na evropskom prvenstvu, gdje je Đaletić takođe imao ulogu asistenta.

## Uspjesi
Kao igrač
- 1995-96 Kup SR Jugoslavije (Budućnost)
- 2002-03 Liga Portugalije All-star utakmica
- 2003-04 Prvenstvo Rumunije (CSU Asesoft Ploieşti)
- 2003-04 Kup Rumunije (CSU Asesoft Ploieşti)

Kao glavni trener
- 2015-16 Prvenstvo Crne Gore (Budućnost)
- 2016-17 Prvenstvo Crne Gore (Budućnost)

Kao asistent
- 2011-12 EuroCup četvrtfinale, ABA liga fajnal-for, Prvenstvo Crne Gore, Kup Crne Gore (Budućnost)
- 2012-13 EuroCup četvrtfinale, Prvenstvo Crne Gore (with Budućnost)
- 2013-14 Prvenstvo Crne Gore, Kup Crne Gore (with Budućnost)
- 2014-15 ABA liga polufinale, Prvenstvo Crne Gore, Kup Crne Gore (with Budućnost)
- 2015-16 ABA liga polufinale, Kup Crne Gore (with Budućnost)
- 2016-17 ABA liga polufinale, Kup Crne Gore (with Budućnost)
- 2017-18 ABA liga, EuroCup četvrtfinale, Kup Crne Gore (with Budućnost)
- 2019-20 FIBA Asia Champions Cup (Alvark Tokyo)

## Spoljašnje veze
- Player profile na eurobasket.com
- Coach profile na eurobasket.com
- Coach profile na fibaeurope.com
- Igor Đaletić на веб-сајту ABA лиге